# Сурхена
Сурхена (ісп. Zurgena) — муніципалітет в Іспанії, у складі автономної спільноти Андалусія, у провінції Альмерія. Населення — 3060 осіб (2010).
Муніципалітет розташований на відстані близько 370 км на південний схід від Мадрида, 65 км на північний схід від Альмерії.
На території муніципалітету розташовані такі населені пункти: (дані про населення за 2010 рік)
- Ла-Альфокія: 1407 осіб
- Альмахалехо: 2 особи
- Лос-Карасолес: 191 особа
- Ель-Кукадор: 328 осіб
- Фуенте-дель-Піно: 5 осіб
- Лос-Льянос: 180 осіб
- Лос-Менчонес: 66 осіб
- Ель-Паласес: 173 особи
- Сурхена: 708 осіб

## Демографія
Динаміка населення (INE ):